# 浄楽寺
浄楽寺（じょうらくじ）は、神奈川県横須賀市芦名二丁目に所在する浄土宗の寺院。正式名は「金剛山勝長寿院大御堂浄楽寺」（こんごうさんしょうちょうじゅいんおおみどうじょうらくじ）。三浦氏一族の武将、和田義盛夫妻を願主として1189年（文治5年）に仏師・運慶により製作された国指定重要文化財の仏像5体を保有する。

## 概要
創建された時代や経緯については確実な史料に乏しく明確でない。
当寺の寺伝では、かつて鎌倉にあり、浄楽寺と同じ院号で源頼朝が父の源義朝を弔うため1185年（文治元年）に創建した勝長寿院（現在の鎌倉市雪ノ下4丁目6-20付近。室町時代に廃寺となり現在は跡地が残る）の堂宇が、1206年（建永元年）の台風で損壊したため、和田義盛と北条政子が同院本尊の阿弥陀如来仏（成朝作）を現在地に移したのが浄楽寺の起源としているが、伝承の域を出ない。あるいは、和田義盛が建てた「七阿弥陀堂」の1つという説もある。
開基（創建の出資者）については、和田義盛が運慶に製作を依頼した本尊以下5体の仏像を1189年（文治5年）に納めている事実から、開基も和田義盛で、奥州征伐の戦勝祈願を目的にして文治5年前後の時期に創建したのではないかとの説がある。また開山（創建の僧）は不明であるが、鎌倉光明寺2世の良暁が中興の開山とされる。
当寺所蔵の仏像5体（阿弥陀如来坐像・観音菩薩立像・勢至菩薩立像・毘沙門天立像・不動明王立像）は、鎌倉の勝長寿院の阿弥陀如来像をつくった成朝の作、あるいは運慶の作などと言われてきたが、1959年（昭和34年）4月20日の久野健による調査で、毘沙門天像と不動明王像の体内から月輪形と呼ばれる銘札が発見され、そこに書かれた文面から1189年（文治5年）に和田義盛が妻の小野氏と共に発願し、運慶が弟子10人と共に製作したことが確認された。なお、江戸時代の地誌に既に運慶や義盛との関係を伝える記録があったため、新発見というより実証された形となった。阿弥陀如来像・観音菩薩像・勢至菩薩像からは銘札が見つからなかったが、如来像体内に書かれた「宝篋印陀羅尼」の筆跡が同一であることから、5体すべてが運慶作と断定された。
これらの仏像が運慶の作と確認されたことは、静岡県伊豆の国市の願成就院の阿弥陀如来像が運慶であることの再確認ともなり、また北条氏や和田氏などの鎌倉時代初めの東国有力武士たちと運慶との交流の実態が明らかになるなど、運慶研究の発展に大きく貢献した。
仏像5体は本堂ではなく専用の収蔵庫に保管されており、毎年3月3日と10月19日に一般公開が行われる。
寺では、一般参拝者向けに写経や仏像彩色、VRゴーグルによる3D映像を駆使して和田義盛のように運慶仏に発願をする「バーチャル運慶発願」などの体験イベントも予約制で行える。

## 前島密の墓所
近代郵便制度の父と呼ばれた前島密は、浄楽寺境内に別邸「如々山荘」を建てて余生を過ごし、1919年（大正8年）に亡くなった。現在境内には前島夫妻の墓があるほか、前島の胸像と一体になった御影石製記念郵便ポスト（使用可）がある。

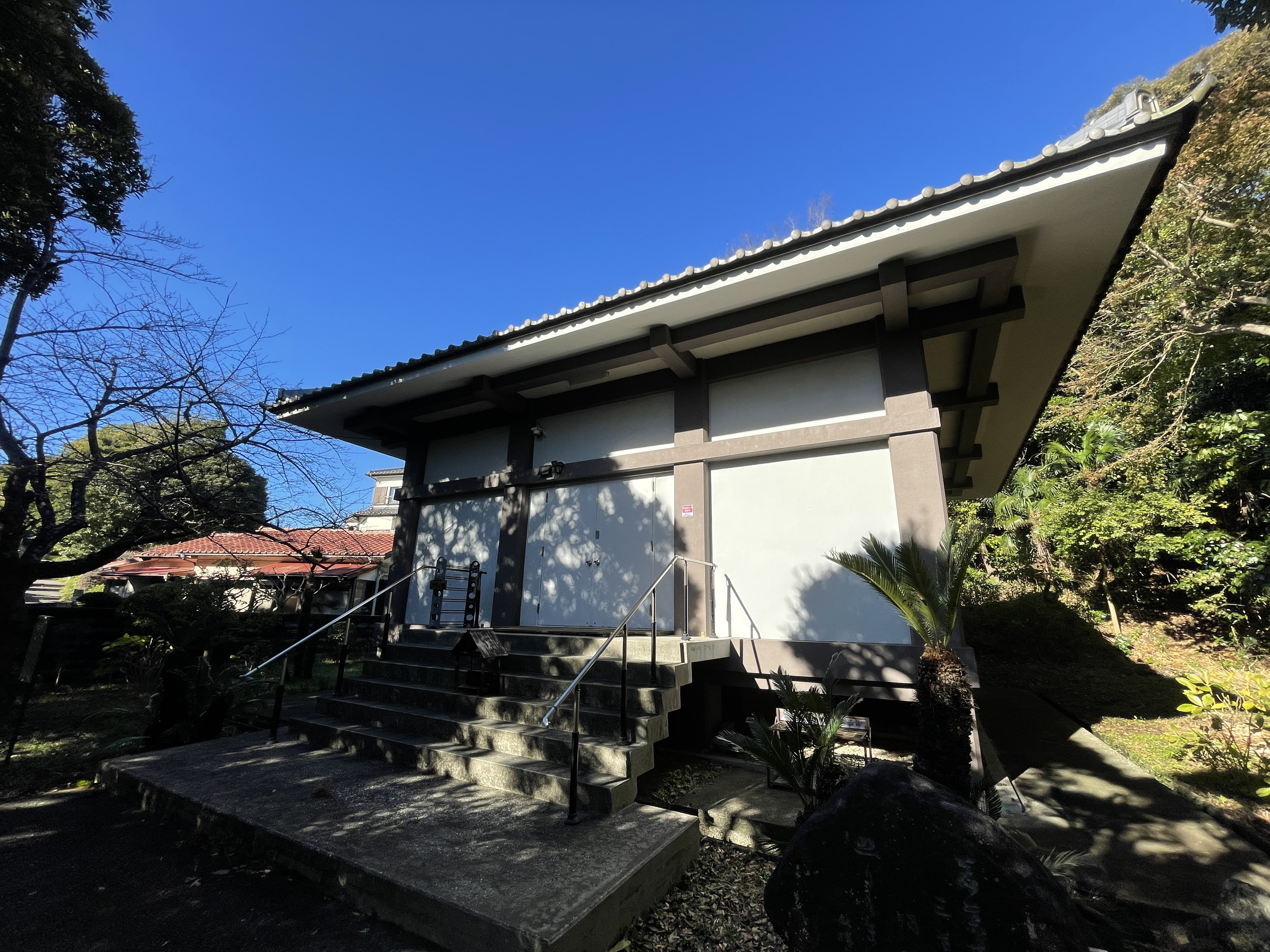
浄楽寺収蔵庫

## 文化財
阿弥陀如来・観音菩薩・勢至菩薩の3体は、1926年（大正15年）4月19日に旧国宝（現在の国指定重要文化財）に指定されていたが、1959年（昭和34年）の調査の後、1975年（昭和50年）6月12日に毘沙門天・不動明王も重要文化財に加わった。2019年（平成31年）3月20日には、新たに当寺所蔵の「紙本著色板貼付釈迦三尊図」が横須賀市指定の文化財となった。

### 重要文化財
- 木造阿弥陀如来及両脇侍像（附 木造月輪形銘札）- 鎌倉時代、文治5年（1189年）の作品。1926年（大正15年）04月19日指定。
- 木造毘沙門天立像（附 木造月輪形銘札）- 鎌倉時代、文治5年（1189年）の作品。1975年（昭和50年）06月12日指定。
- 木造不動明王立像（附 木造月輪形銘札）- 鎌倉時代、文治5年（1189年）の作品。1975年（昭和50年）06月12日指定。

### 横須賀市指定文化財
- 紙本著色板貼付釈迦三尊図